# Spencer (film)
Spencer is een biografische dramafilm uit 2021, geregisseerd door Pablo Larraín en geschreven door Steven Knight. De film is gebaseerd op de latere jaren van het leven van Diana, prinses van Wales, met Kristen Stewart in de hoofdrol.
De film ging op 3 september 2021 in première op het filmfestival van Venetië.

## Verhaal
De film beslaat een kritiek weekend in de vroege jaren 1990, toen Diana besloot dat haar huwelijk met prins Charles niet werkte en dat ze moest afwijken van haar pad om ooit koningin te worden. Het drama speelt zich af gedurende drie dagen, tijdens een van haar laatste kerstvakanties in het Huis Windsor op hun landgoed Sandringham House in Norfolk, Engeland.

## Rolverdeling
| Acteur               | Personage                              |
| -------------------- | -------------------------------------- |
| Kristen Stewart      | Diana, Prinses van Wales               |
| Timothy Spall        | Alistair Gregory                       |
| Jack Farthing        | Charles, Prins van Wales               |
| Sean Harris          | Darren McGrady, Koninklijke chef-kok   |
| Sally Hawkins        | Maggie, Koninklijke kledingverzorgster |
| Jack Nielen          | William, Prins van Wales               |
| Freddie Spry         | Harry, Prins van Wales                 |
| Stella Gonet         | Koningin Elizabeth II                  |
| Richard Sammel       | Prins Philip                           |
| Olga Hellsing        | Sarah, Hertogin van York               |
| Thomas Douglas       | John Spencer, 8ste graaf Spencer       |
| Mathias Wolkowski    | Prins Edward van Wessex                |
| Oriana Gordon        | Lady Sarah Armstrong-Jones             |
| Amy Manson           | Anne Boleyn                            |
| Ryan Wichert         | Staff Sergeant Wood                    |
| John Keogh           | Michael                                |
| Niklas Kohrt         | Prins Andrew van York                  |
| Elizabeth Berrington | Anne Mountbatten-Windsor               |

## Productie
Op 17 juni 2020 werd aangekondigd dat Pablo Larraín de film Spencer zou regisseren, met in de hoofdrol Kristen Stewart als Diana, Prinses van Wales. Verwacht werd dat de productie begin 2021 zou starten.
De opnames begonnen in Duitsland op 27 januari 2021, waarna er ook opnames plaatsvonden in het Verenigd Koninkrijk. De opnames vonden plaats tot en met 27 april 2021.
De filmmuziek werd gecomponeerd door Jonny Greenwood.

## Release
In juli 2021 werd bekend dat de film in première zou gaan op het Filmfestival van Venetië, waar de film zou meedoen aan de internationale competitie om de Gouden Leeuw. De film is voor het grote publiek te zien in 2022 ter gelegenheid van de 25ste gedenkdag van Diana's dood.

## Ontvangst

### Prijzen en nominaties
| Jaar | Evenement              | Categorie    | Genomineerde | Resultaat   |
| ---- | ---------------------- | ------------ | ------------ | ----------- |
| 2021 | Venetië (78ste editie) | Gouden Leeuw | Spencer      | Genomineerd |